# Estonian International 2013
Die Estonian International 2013 im Badminton fanden vom 10. bis 13. Januar 2013 in Kalev bei Tallinn statt.

## Sieger und Platzierte
| Disziplin    | Gold                                     | Silber                            | Bronze                                  |
| ------------ | ---------------------------------------- | --------------------------------- | --------------------------------------- |
| Herreneinzel | Kento Momota                             | Eetu Heino                        | Raul Must                               |
| Herreneinzel | Kento Momota                             | Eetu Heino                        | Andrew Smith                            |
| Dameneinzel  | Line Kjærsfeldt                          | Natalia Perminova                 | Delphine Lansac                         |
| Dameneinzel  | Line Kjærsfeldt                          | Natalia Perminova                 | Mariya Ulitina                          |
| Herrendoppel | Laurent Constantin Matthieu Lo Ying Ping | Iikka Heino Mika Kongas           | Mads Storgaard Sørensen Victor Svendsen |
| Herrendoppel | Laurent Constantin Matthieu Lo Ying Ping | Iikka Heino Mika Kongas           | Jordan Corvée Bastian Kersaudy          |
| Damendoppel  | Irina Hlebko Ksenia Polikarpova          | Julie Finne-Ipsen Rikke S. Hansen | Marie Batomene Stacey Guérin            |
| Damendoppel  | Irina Hlebko Ksenia Polikarpova          | Julie Finne-Ipsen Rikke S. Hansen | Anastasia Kharlampovich Polina Voronko  |
| Mixed        | Anton Kaisti Jenny Nyström               | Bastian Kersaudy Anne Tran        | Henrik Tóth Laura Sárosi                |
| Mixed        | Anton Kaisti Jenny Nyström               | Bastian Kersaudy Anne Tran        | Iikka Heino Mathilda Lindholm           |

## Ergebnisse

### Herreneinzel Qualifikation
- Vanmael Heriau –  Heiko Zoober: 21-13 / 21-19
- Rasmus Holmboe Dahl –  Sten Raabis: 21-7 / 21-8
- Julien Maio –  Ludvig Parlefors: 21-15 / 21-19
- Markus Kyheroinen –  Mikk Ounmaa: 21-13 / 21-17
- Jocelyn Deschamp –  Andis Berzins: 21-7 / 21-7
- Robin Zainuddin –  Antti Klutas: 21-16 / 21-6
- Ronald Üprus –  Matiss Deksnis: 21-14 / 21-13
- Mads Storgaard Sorensen –  Maxime Francois: 21-9 / 21-6
- Iikka Heino –  Marten Lepasaar: 21-16 / 21-6
- Andy Tsai –  Hendrik Neemre: 21-14 / 21-13
- Mika Kongas –  Tauri Kalmet: 21-19 / 21-17
- Povilas Bartušis –  Mihkel Laanes: 12-21 / 21-12 / 21-13
- Sergey Scherbin –  Jonathan Marcus Forsberg: 21-12 / 21-13
- Victor Svendsen –  Martin Kangur: 21-9 / 21-6
- Iiro Kokko –  Jerome Lemaire: 22-20 / 8-1 Ret.
- Pierrick Cajot –  Mikk Järveoja: 21-10 / 21-14
- Tanguy Citron –  Dzmitry Saidakou: 21-14 / 21-10
- Antoine Lodiot –  Vladzislav Naumav: 21-19 / 21-15
- Edgaras Slušnys –  Mario Saunpere: 21-7 / 21-9
- Kazimieras Dauskurtas –  Mihkel Talts: 23-21 / 16-21 / 21-13
- Joonas Korhonen –  Sander Merits: 21-3 / 21-15
- Vladzislav Kushnir –  Tuomas Saranen: 21-19 / 17-21 / 21-17
- Bruno Lucas –  Ignas Reznikas: 19-21 / 21-13 / 21-5
- Rasmus Holmboe Dahl –  Miikka Karkaus: 11-6 Ret.
- Julien Maio –  Henri Aarnio: 17-21 / 21-17 / 23-21
- Jocelyn Deschamp –  Markus Kyheroinen: 21-15 / 21-11
- Patrick Kämnitz –  Robin Zainuddin: 22-20 / 14-21 / 21-14
- Mads Storgaard Sorensen –  Ronald Üprus: 21-8 / 21-13
- Iikka Heino –  Sergey Don: 21-19 / 21-13
- Andy Tsai –  Mika Kongas: 21-19 / 17-21 / 21-17
- Sergey Scherbin –  Povilas Bartušis: 18-21 / 21-12 / 21-18
- Victor Svendsen –  Alan Plavin: 21-15 / 21-7
- Pierrick Cajot –  Iiro Kokko: 21-13 / 21-7
- Kalle Koljonen –  Tanguy Citron: 21-8 / 21-15
- Antoine Lodiot –  Edgaras Slušnys: 21-10 / 21-18
- Gergely Krausz –  Kazimieras Dauskurtas: 21-13 / 21-13
- Joonas Korhonen –  Vladzislav Kushnir: 21-10 / 21-15
- Rasmus Holmboe Dahl –  Vanmael Heriau: 21-19 / 21-14
- Jocelyn Deschamp –  Julien Maio: 21-14 / 16-21 / 21-8
- Mads Storgaard Sorensen –  Patrick Kämnitz: 21-18 / 21-16
- Iikka Heino –  Andy Tsai: 21-13 / 21-15
- Victor Svendsen –  Sergey Scherbin: 21-8 / 18-21 / 21-13
- Kalle Koljonen –  Pierrick Cajot: 16-21 / 22-20 / 21-17
- Gergely Krausz –  Antoine Lodiot: 21-15 / 21-14
- Joonas Korhonen –  Bruno Lucas: 21-12 / 21-18

### Herreneinzel
- Raul Must –  Jocelyn Deschamp: 21-15 / 21-8
- Iikka Heino –  Ondřej Kopřiva: 21-17 / 21-16
- Thomas Rouxel –  Joonas Korhonen: 21-18 / 21-15
- Rainer Kaljumae –  Robert Kettle: 21-13 / 18-21 / 21-14
- Eetu Heino –  Kalle Koljonen: 17-21 / 22-20 / 21-15
- Mikael Westerbäck –  Gergely Krausz: 21-18 / 21-10
- Flemming Quach –  Maxime Michel: 21-8 / 21-13
- Kai Schäfer –  Victor Svendsen: 21-11 / 21-17
- Henrik Tóth –  Pavel Florián: 21-18 / 21-13
- Matthieu Lo Ying Ping –  Rasmus Holmboe Dahl: 25-23 / 21-15
- Albin Carl Hjelm –  Steffen Rasmussen: 13-21 / 22-20 / 21-19
- Kento Momota –  Lukáš Zevl: 21-13 / 21-15
- Lucas Claerbout –  Mads Storgaard Sorensen: 21-15 / 17-21 / 21-13
- Rhys Walker –  Maxim Romanov: 21-13 / 21-14
- Andrew Smith –  Anton Kaisti: 21-12 / 14-21 / 21-11
- Yoann Turlan –  Gabriel Ulldahl: w.o.
- Raul Must –  Iikka Heino: 18-21 / 21-13 / 21-17
- Thomas Rouxel –  Rainer Kaljumae: 21-14 / 21-14
- Eetu Heino –  Mikael Westerbäck: 23-21 / 21-15
- Kai Schäfer –  Flemming Quach: 21-19 / 21-16
- Matthieu Lo Ying Ping –  Henrik Tóth: 21-12 / 21-8
- Kento Momota –  Albin Carl Hjelm: 21-13 / 21-12
- Lucas Claerbout –  Yoann Turlan: 21-18 / 24-22
- Andrew Smith –  Rhys Walker: 21-17 / 21-12
- Raul Must –  Thomas Rouxel: 21-16 / 21-14
- Eetu Heino –  Kai Schäfer: 15-21 / 21-17 / 21-15
- Kento Momota –  Matthieu Lo Ying Ping: 21-14 / 21-14
- Andrew Smith –  Lucas Claerbout: 21-13 / 12-21 / 22-20
- Eetu Heino –  Raul Must: 22-20 / 22-20
- Kento Momota –  Andrew Smith: 21-18 / 21-11
- Kento Momota –  Eetu Heino: 20-22 / 21-15 / 21-15

### Dameneinzel Qualifikation
- Yee Theng Lim –  Katarina Kliit: 21-12 / 21-7
- Kati-Kreet Marran –  Polina Voronko: 21-15 / 21-23 / 21-8
- Kristin Kuuba –  Vytautė Fomkinaitė: 21-18 / 21-15
- Sofie Futtrup –  Sale-Liis Teesalu: 21-15 / 21-10
- Yee Theng Lim –  Ieva Pope: 23-21 / 21-18
- Julie Rechnagel Christensen –  Kati-Kreet Marran: 21-11 / 21-12
- Kristin Kuuba –  Riikka Sinkko: 21-10 / 13-21 / 21-19

### Dameneinzel
- Alesia Zaitsava –  Anne Tran: 21-18 / 21-14
- Carola Bott –  Anastasia Kharlampovich: 21-13 / 21-13
- Lucie Černá –  Georgina Bland: 21-17 / 17-21 / 21-19
- Delphine Lansac –  Airi Mikkelä: 21-15 / 13-21 / 21-12
- Line Kjærsfeldt –  Orsolya Varga: 21-11 / 21-18
- Karoliine Hõim –  Yee Theng Lim: 21-9 / 24-22
- Laura Vana –  Julie Finne-Ipsen: 21-17 / 18-21 / 21-16
- Ksenia Polikarpova –  Kristin Kuuba: 21-8 / 21-12
- Karoliina Latola –  Asmaa Badie Tawfeek: 21-14 / 21-13
- Natalia Perminova –  Fontaine Wright: 21-18 / 15-21 / 16-6 Ret.
- Julie Rechnagel Christensen –  Lisa Heidenreich: 21-10 / 22-20
- Perrine Lebuhanic –  Alena Ziaziulchyk: 21-11 / 21-16
- Laura Sárosi –  Anastasiya Cherniavskaya: 21-14 / 21-8
- Lene Clausen –  Getter Saar: 21-17 / 21-16
- Sofie Futtrup –  Sonja Pekkola: 21-11 / 21-10
- Mariya Ulitina –  Marie Batomene: 12-21 / 21-18 / 21-16
- Carola Bott –  Alesia Zaitsava: 21-18 / 21-19
- Delphine Lansac –  Lucie Černá: 15-21 / 21-11 / 21-13
- Line Kjærsfeldt –  Karoliine Hõim: 21-10 / 12-21 / 21-17
- Ksenia Polikarpova –  Laura Vana: 21-14 / 21-13
- Natalia Perminova –  Karoliina Latola: 21-10 / 21-13
- Julie Rechnagel Christensen –  Perrine Lebuhanic: 21-19 / 19-21 / 21-17
- Lene Clausen –  Laura Sárosi: 21-15 / 16-21 / 21-11
- Mariya Ulitina –  Sofie Futtrup: 21-9 / 21-13
- Delphine Lansac –  Carola Bott: 23-21 / 21-18
- Line Kjærsfeldt –  Ksenia Polikarpova: 21-12 / 21-19
- Natalia Perminova –  Julie Rechnagel Christensen: 21-9 / 21-15
- Mariya Ulitina –  Lene Clausen: 21-12 / 21-14
- Line Kjærsfeldt –  Delphine Lansac: 21-13 / 21-16
- Natalia Perminova –  Mariya Ulitina: 19-21 / 21-6 / 21-17
- Line Kjærsfeldt –  Natalia Perminova: 13-21 / 21-18 / 21-18

### Herrendoppel
- Sergey Don /  Maxim Romanov –  Indrek Küüts /  Meelis Maiste: 21-11 / 21-10
- Gergely Krausz /  Henrik Tóth –  Hendrik Neemre /  Mikk Ounmaa: 21-15 / 21-10
- Laurent Constantin /  Matthieu Lo Ying Ping –  Rainer Kaljumae /  Raul Käsner: 21-14 / 21-15
- Mads Storgaard Sorensen /  Victor Svendsen –  Karl Kivinurm /  Vahur Lukin: 21-19 / 21-15
- Miikka Karkaus /  Mika Koskenneva –  Vladzislav Kushnir /  Dzmitry Saidakou: 21-15 / 21-16
- Henri Aarnio /  Joonas Korhonen –  Kazimieras Dauskurtas /  Ignas Reznikas: 21-18 / 21-13
- Kalle Koljonen /  Lauri Nuorteva –  Mihkel Laanes /  Mario Saunpere: 21-9 / 21-8
- Vanmael Heriau /  Loic Mittelheisser –  Martin Kangur /  Heiko Zoober: 21-6 / 21-5
- Pierrick Cajot /  Tanguy Citron –  Aleksei Kuplinov /  Konstantin Sarapultsev: 22-20 / 21-12
- Povilas Bartušis /  Donatas Narvilas –  Mikk Järveoja /  Marten Lepasaar: 21-18 / 13-21 / 21-12
- Iikka Heino /  Mika Kongas –  Sander Sauk /  Mihkel Talts: 22-20 / 21-13
- Jonathan Marcus Forsberg /  Albin Carl Hjelm –  Kristjan Kaljurand /  Robert Kasela: 21-17 / 21-15
- Antoine Lodiot /  Julien Maio –  Sergey Don /  Maxim Romanov: 21-11 / 16-21 / 21-10
- Laurent Constantin /  Matthieu Lo Ying Ping –  Gergely Krausz /  Henrik Tóth: 21-14 / 21-14
- Mads Storgaard Sorensen /  Victor Svendsen –  Alan Plavin /  Edgaras Slušnys: 21-10 / 21-15
- Henri Aarnio /  Joonas Korhonen –  Miikka Karkaus /  Mika Koskenneva: 21-14 / 19-21 / 21-13
- Vanmael Heriau /  Loic Mittelheisser –  Kalle Koljonen /  Lauri Nuorteva: 21-8 / 21-16
- Jordan Corvée /  Bastian Kersaudy –  Pierrick Cajot /  Tanguy Citron: 21-11 / 21-9
- Iikka Heino /  Mika Kongas –  Povilas Bartušis /  Donatas Narvilas: 21-17 / 21-12
- Jonathan Marcus Forsberg /  Albin Carl Hjelm –  Pavel Florián /  Ondřej Kopřiva: 21-18 / 21-14
- Laurent Constantin /  Matthieu Lo Ying Ping –  Antoine Lodiot /  Julien Maio: 21-9 / 19-21 / 21-10
- Mads Storgaard Sorensen /  Victor Svendsen –  Henri Aarnio /  Joonas Korhonen: 21-10 / 21-16
- Jordan Corvée /  Bastian Kersaudy –  Vanmael Heriau /  Loic Mittelheisser: 13-21 / 21-17 / 21-17
- Iikka Heino /  Mika Kongas –  Jonathan Marcus Forsberg /  Albin Carl Hjelm: 11-21 / 21-19 / 21-19
- Laurent Constantin /  Matthieu Lo Ying Ping –  Mads Storgaard Sorensen /  Victor Svendsen: 21-5 / 21-17
- Iikka Heino /  Mika Kongas –  Jordan Corvée /  Bastian Kersaudy: 21-14 / 11-21 / 21-14
- Laurent Constantin /  Matthieu Lo Ying Ping –  Iikka Heino /  Mika Kongas: 21-11 / 22-20

### Damendoppel
- Irina Khlebko /  Ksenia Polikarpova –  Laura Choinet /  Perrine Lebuhanic: 18-21 / 21-19 / 21-19
- Carola Bott /  Lisa Heidenreich –  Vlada Chernyavskaya /  Anastasiya Cherniavskaya: 22-20 / 21-11
- Marie Batomene /  Stacey Guerin –  Mathilda Lindholm /  Jenny Nyström: 21-19 / 27-25
- Julie Rechnagel Christensen /  Sofie Futtrup –  Kristin Kuuba /  Helina Rüütel: 21-19 / 21-15
- Anastasia Kharlampovich /  Polina Voronko –  Kati-Kreet Marran /  Sale-Liis Teesalu: 21-11 / 21-10
- Riikka Sinkko /  Noora Virta –  Grete Talviste /  Kertu Margus: 21-15 / 20-22 / 21-9
- Airi Mikkelä /  Sonja Pekkola –  Yee Theng Lim /  Laura Sárosi: 21-15 / 21-18
- Julie Finne-Ipsen /  Rikke S. Hansen –  Delphine Lansac /  Anne Tran: 21-13 / 21-16
- Irina Khlebko /  Ksenia Polikarpova –  Carola Bott /  Lisa Heidenreich: 21-13 / 21-15
- Marie Batomene /  Stacey Guerin –  Julie Rechnagel Christensen /  Sofie Futtrup: 21-17 / 12-21 / 21-12
- Anastasia Kharlampovich /  Polina Voronko –  Riikka Sinkko /  Noora Virta: 21-9 / 9-21 / 21-18
- Julie Finne-Ipsen /  Rikke S. Hansen –  Airi Mikkelä /  Sonja Pekkola: 21-8 / 21-16
- Irina Khlebko /  Ksenia Polikarpova –  Marie Batomene /  Stacey Guerin: 21-10 / 23-21
- Julie Finne-Ipsen /  Rikke S. Hansen –  Anastasia Kharlampovich /  Polina Voronko: 21-11 / 21-15
- Irina Khlebko /  Ksenia Polikarpova –  Julie Finne-Ipsen /  Rikke S. Hansen: 15-21 / 21-19 / 22-20

### Mixed
- Jordan Corvée /  Marie Batomene –  Mikk Järveoja /  Helina Rüütel: 19-21 / 21-12 / 21-15
- Henrik Tóth /  Laura Sárosi –  Vladzislav Naumav /  Alena Ziaziulchyk: 21-11 / 21-9
- Vahur Lukin /  Grete Talviste –  Loic Mittelheisser /  Stacey Guerin: 21-19 / 22-20
- Iikka Heino /  Mathilda Lindholm –  Povilas Bartušis /  Vytautė Fomkinaitė: 21-16 / 21-13
- Maxim Romanov /  Irina Khlebko –  Mika Koskenneva /  Noora Virta: 21-18 / 21-16
- Kristjan Kaljurand /  Laura Kaljurand –  Gergely Krausz /  Orsolya Varga: 16-21 / 21-11 / 22-20
- Bastian Kersaudy /  Anne Tran –  Mihkel Laanes /  Kristin Kuuba: 21-11 / 21-15
- Anton Kaisti /  Jenny Nyström –  Jordan Corvée /  Marie Batomene: 21-11 / 21-12
- Henrik Tóth /  Laura Sárosi –  Vahur Lukin /  Grete Talviste: 21-8 / 21-13
- Iikka Heino /  Mathilda Lindholm –  Maxim Romanov /  Irina Khlebko: 21-19 / 18-21 / 21-18
- Bastian Kersaudy /  Anne Tran –  Kristjan Kaljurand /  Laura Kaljurand: 21-16 / 25-23
- Anton Kaisti /  Jenny Nyström –  Henrik Tóth /  Laura Sárosi: 21-15 / 21-13
- Bastian Kersaudy /  Anne Tran –  Iikka Heino /  Mathilda Lindholm: 21-19 / 21-13
- Anton Kaisti /  Jenny Nyström –  Bastian Kersaudy /  Anne Tran: 21-18 / 21-10